# Orthocladius smolandicus
Orthocladius smolandicus är en tvåvingeart som beskrevs av Lars Zakarias Brundin 1947. Orthocladius smolandicus ingår i släktet Orthocladius och familjen fjädermyggor. Det är osäkert om arten förekommer i Sverige. Inga underarter finns listade i Catalogue of Life.